# Датинья
Луис Альберто ду Насименту Брага (порт. Rodrigo Soares da Costa; род. 4 декабря 1988, Тутоя, Мараньян), более известный как Датинья, — бразильский игрок в пляжный футбол. Выступает за сборную Бразилии. Участник пяти чемпионатов мира по пляжному футболу.

## Биография
Датинья первоначально работал рыбаком, но в 2010 году начал заниматься пляжным футболом, играя в местном чемпионате штата Мараньян, а позднее и в чемпионате Бразилии. Впервые в состав сборной Бразилии был вызван в 2012 году.
Вместе с Бразилией стал чемпионом мира по пляжному футболу 2017 года, где получил награду «бронзовый мяч» как третий лучший игрок турнира. В общей сложности он участвовал в пяти чемпионатах мира (2013, 2015, 2019, 2021, 2024). Кроме того, в 2018 году он был назван одним из трёх лучших игроков мира на церемонии вручения наград «Звёзды пляжного футбола».
Датинья выступал за российский клуб «Кристалл», за который забил более 200 голов в почти 300 матчах в различных соревнованиях в период с 2012 по 2021 год; выиграв за это время четыре раза европейских титула и шесть раз становился чемпионом России. Приехать в Россию он решился по совету своих партнёров по бразильской сборной Бруно Шавьера и Жоржиньо. Позднее продолжил выступления в бразильском «Сампайо Корреа».

## Статистика
Сборная
| Турнир                             | Год   | Матчи | Голы | Прим. |
| ---------------------------------- | ----- | ----- | ---- | ----- |
| Чемпионат мира по пляжному футболу | 2013  | 6     | 1    |       |
| Чемпионат мира по пляжному футболу | 2015  | 4     | 1    |       |
| Чемпионат мира по пляжному футболу | 2017  | 6     | 3    |       |
| Чемпионат мира по пляжному футболу | 2019  | 4     | 1    |       |
| Чемпионат мира по пляжному футболу | 2021  | 4     | 0    |       |
| Всего                              | Всего | 24    | 6    | —     |

Клуб
| Турнир                      | Год      | Клуб  | Матчи | Голы | Прим. |
| --------------------------- | -------- | ----- | ----- | ---- | ----- |
| Кубок европейских чемпионов |          |       |       |      |       |
| 2014                        | Кристалл | 6     | 13    |      |       |
| 2015                        | Кристалл | 7     | 10    |      |       |
| 2016                        | Кристалл | 4     | 5     |      |       |
| 2017                        | Кристалл | 7     | 2     |      |       |
| 2018                        | Кристалл | 10    | 5     |      |       |
| 2019                        | Кристалл | 8     | 6     |      |       |
| 2020                        | Кристалл | 5     | 3     |      |       |
| 2021                        | Кристалл | 8     | 3     |      |       |
| Всего                       | Всего    | Всего | 55    | 47   | —     |

## Достижения
Обновлено по состоянию на 2021 год
| - Чемпионат мира по пляжному футболу - Победитель: 2017 - Всемирные пляжные игры - Победитель: 2019 - Межконтинентальный кубок - Победитель (3): 2014, 2016, 2017 - Кубок Америки - Победитель (2): 2016, 2018 - Мундиалито - Победитель (2): 2016, 2017 - Южноамериканские пляжные игры - Победитель: 2019 - Южноамериканская лига - Победитель (2): 2017, 2018 | - Кубок европейских чемпионов - Победитель (4): 2014, 2015, 2020, 2021 - Клубный Мундиалито - Победитель: 2015 | - Чемпионат мира по пляжному футболу: - Бронзовый мяч: 2017 - Звёзды пляжного футбола: - Топ-3 лучших игроков мира: 2018 - Сборная мира: 2018 - Шорт-лист (7): 2017, 2018, 2019, 2021, 2022, 2023, 2024 - Кубок европейских чемпионов: - Лучший игрок: 2015 - Клубный Мундиалито: - Лучший бомбардир: 2015 |